# Yoriko Shōno
Yoriko Shōno (笙野 頼子, Shōno Yoriko, nome real: Yoriko Ishikawa; Yokkaichi, 16 de março de 1956) é uma escritora japonesa.
Yoriko Shōno nasceu em Yokkaichi e cresceu em Ise. Estudou leis na Universidade Ritsumeikan de Quioto e começou a escrever nos seus anos universitários.
Com a sua coleção de histórias Nani mo Shitenai, obteve o Prémio Noma para escritores novos. Fez-se sobretudo popular quando o seu relato "Ni Hyaku Kaiki" ganhou o Prémio Mishima Yukio em 1994 e nesse mesmo ano obteve com "Time Slip Kombinat" o Prémio Akutagawa.